# Narcisse Yaméogo
Pour les articles homonymes, voir Yaméogo.
Narcisse Yaméogo,  né le 19 novembre 1980, est un footballeur burkinabé. Il joue au poste de milieu de terrain.
Il a participé à la Coupe d'Afrique des nations 2010 avec le Burkina Faso.

## Carrière
- 2001-2003 : ASC Jeanne d'Arc  Sénégal
- 2003-2004 : Sporting Braga  Portugal
- 2004-2006 : Portimonense SC  Portugal
- Depuis 2006 : SC Olhanense  Portugal